# Swiss Open Gstaad 2015
Lo Swiss Open Gstaad 2015 è stato un torneo di tennis giocato sulla terra rossa. È stata la 101ª edizione del J. Safra Sarasin Swiss Open Gstaad, che fa parte dell'ATP World Tour 250 Series nell'ambito dell'ATP World Tour 2015. Si è tenuto alla Roy Emerson Arena a Gstaad, Svizzera, dal 27 luglio al 2 agosto 2015.

## Partecipanti

### Teste di serie
| Giocatore  | Nazione             | Ranking* | Testa di serie |
| ---------- | ------------------- | -------- | -------------- |
| Belgio     | David Goffin        | 14       | 1              |
| Spagna     | Feliciano López     | 19       | 2              |
| Austria    | Dominic Thiem       | 26       | 3              |
| Spagna     | Pablo Andújar       | 35       | 4              |
| Brasile    | Thomaz Bellucci     | 41       | 5              |
| Portogallo | João Sousa          | 51       | 6              |
| Spagna     | Pablo Carreño Busta | 56       | 7              |
| Colombia   | Santiago Giraldo    | 59       | 8              |

*Teste di serie basate sul ranking al 13 luglio 2015.

### Altri partecipanti
I seguenti giocatori hanno ricevuto una wild card per il tabellone principale:
- Marco Chiudinelli
- Henri Laaksonen
- Andrej Rublëv

I seguenti giocatori sono passati dalle qualificazioni:

- Calvin Hemery
- Julian Reister
- Maxime Teixeira
- Horacio Zeballos

## Campioni

### Singolare
Dominic Thiem ha sconfitto in finale  David Goffin per 7–5, 6–2.
- È il terzo titolo in carriera e dell'anno per Thiem

### Doppio
Aljaksandr Bury /  Denis Istomin hanno sconfitto in finale  Oliver Marach /  Aisam-ul-Haq Qureshi per 3–6, 6–2, [10–5].